# ランプン州知事一覧
本項では、ランプン州知事（Gubernur Lampung）を一覧する。ランプン州知事は、ランプン州の首長である。 最初の州知事はクスノ・ダヌポヨで1964年就任。最も直近に選出された州知事はラフマット・ミルザニ・ジャウサルで2025年2月20日就任。最も長い期間務めた州知事はヤシル・ハディブロトで、1978年から1988年まで約10年間務めた。最も短い期間務めた州知事はファリザル・ダルミントで、2024年6月13日から6月19日までの僅か6日務めた。

## 州知事一覧
インドネシア共和国国軍
  闘争民主党
  ゴルカル
  民主党
  グリンドラ党
  無所属
| 職名 | 氏名                                 | 画像 | 出身等                 | 任期                                                    | 副知事                                       |
| ---- | ------------------------------------ | ---- | ---------------------- | ------------------------------------------------------- | -------------------------------------------- |
| 1    | クスノ・ダヌポヨ                     |      | 無所属                 | 1964年 ‐ 1966年                                         | ナディルシャ・ザイニ                         |
| 2    | ザイナル・アビディン・パガララム     |      | 無所属                 | 1966年 ‐ 1973年                                         | 空席                                         |
| 3    | ラデン・スティヨソ                   |      | インドネシア共和国国軍 | 1973年 ‐ 1978年5月5日                                   | 空席                                         |
| 4    | ヤシル・ハディブロト                 |      | インドネシア共和国国軍 | 1978年 ‐ 1983年1983年 ‐ 1988年                          | スブキ・E・ハルン                            |
| 5    | プジョノ・プランヨト                 |      | インドネシア共和国国軍 | 1988年5月11日 ‐ 1993年1993年 ‐ 1997年10月3日            | マン・ハッサン スワルディ・ラムリ ウマルソノ |
| —    | オマン・サロニ                       |      | 無所属                 | 1997年10月1日 ‐ 1998年1月                               | 空席                                         |
| 6    | ウマルソノ                           |      | 闘争民主党             | 1998年2月5日 ‐ 2003年2月5日                             | 空席                                         |
| —    | トゥルサンディ・アルウィ             |      | 無所属                 | 2003年2月5日 ‐ 2004年6月2日                             | 空席                                         |
| 7    | シャフルディン・ザイナル・パガララム |      | 闘争民主党             | 2004年6月2日 ‐ 2008年5月28日                            | シャムスリヤ・リヤクドゥ                     |
| —8   | シャムスリヤ・リヤクドゥ             |      | 闘争民主党ゴルカル     | 2008年5月28日 ‐ 2008年7月2日2008年7月2日 ‐ 2009年6月2日 | 空席                                         |
| (7)  | シャフルディン・ザイナル・パガララム |      | 闘争民主党             | 2009年6月2日 ‐ 2014年6月2日                             | ジョコ・ウマール・サイド                     |
| 9    | ムハマッド・リド・フィカルド         |      | 民主党                 | 2014年6月2日 ‐ 2019年6月2日                             | バティアル・バスリ                           |
| —    | ボイテンジュリ                       |      | 無所属                 | 2019年6月2日 ‐ 2019年6月12日                            | 空席                                         |
| 10   | アリナル・ジュナイディ               |      | ゴルカル               | 2019年6月12日 ‐ 2024年6月12日                           | フスヌニア・ハリム                           |
| —    | ファリザル・ダルミント               |      | 無所属                 | 2024年6月13日 ‐ 2024年6月19日                           | 空席                                         |
| —    | サムスディン                         |      | 無所属                 | 2024年6月19日 ‐ 2025年2月20日                           | 空席                                         |
| 11   | ラフマット・ミルザニ・ジャウサル     |      | グリンドラ党           | 2025年2月20日 ‐                                         | ジハン・ヌルレラ                             |